# Oblast' di Volinia
L'oblast' di Volinia (in ucraino Волинська область?, Volyns'ka oblasť; in yiddish גובערניע וואָלין‎?, gubernie Volin) è una delle 24 oblast' dell'Ucraina. È una regione nella parte nord-occidentale dell'Ucraina ed è stata istituita il 4 dicembre 1939, dopo l'unificazione dei territori occidentali dell'Ucraina nell'Ucraina unita. Luc'k (in ucraino Луцьк?) è il capoluogo di questa regione.
Confina con l'oblast' di Rivne ad est e con l'oblast' di Leopoli a sud. A nord e ad ovest la regione confina rispettivamente con la Bielorussia (per 205 km) e con la Polonia (per 190 km).
Al confine ci sono 9 punti di dogana: Ustyluh, Izov, Rymači, Dol's'k, Pišča, Pulemec', Zabolottja, Jagodyn, Domanove.

## Centri abitati

### Città
- Berestečko
- Horochiv
- Kamin'-Kašyrs'kyj
- Kiverci
- Kovel'
- Ljuboml'
- Luc'k
- Novovolyns'k
- Rožyšče
- Ustyluh
- Volodymyr

## Geografia fisica

### Superficie
La superficie dell'oblast' di Volinia è di 20144 km², che costituisce il 3,3% del territorio dell'Ucraina, al 19º posto tra le regioni dell'Ucraina.

### Fiumi e laghi
La regione è ricca di laghi, più di 220. Inoltre ci sono 130 fiumi, la lunghezza totale dei quali è più di 3000 km.

## Popolazione
La popolazione della regione conta 1 021 356 abitanti, pari al 2,2% della popolazione del paese, di cui:
- 50,4% abitano nelle città
- 49,6% abitano nelle campagne

La popolazione dell'oblast' di Volinia appartiene alle seguenti nazionalità:
- 94,3% ucraini
- 4,4% russi
- 1,3% altri (polacchi, bielorussi, cechi, slovacchi, tedeschi, ebrei)

## Amministrazione
Dal 18 luglio 2020 l'oblast' è suddivisa amministrativamente in 4 distretti:
- Kamin'-Kašyrs'kyj
- Kovel'
- Luc'k
- Volodymyr

I dati che seguono mostrano il numero di ogni tipo di suddivisione amministrativa:
- Distretti: 4
- Città: 11
- Insediamenti rurali: 22
- Villaggi: 1 053

### Situazione antecedente il 2020
Prima della riforma amministrativa del 2020, nell'oblast' si trovavano:
- Distretti: 16
- Città: 11
- Insediamenti rurali: 22
- Villaggi: 1 053